# Duklja
Duklja, vagy Dukljai Királyság (szerbül: Дукљанско Краљевствоra, latinul: Doclea, Dioclea) középkori szláv állam volt a mai Montenegró területén. A montenegróiak legősibb állama. Az államszervezet megalakulásával ezt a területet Dukljának (Dioklitija), lakosságát dukljaninak (dioklićani) nevezték. Ezeket az elnevezéseket a 10. század végéig használták, majd a 11. században egyre inkább felváltotta a Zeta név. A 11. században Shkodra, Ulcinj, Budva és Kotor városai tartoztak hozzá. III. Kelemen pápa Bodin király kérésére 1089-ben alapította a Duklja-Bar metropoliátust, melynek székhelye Bar volt. Čedomir Bogićević montenegrói jogtörténész szerint „a modern montenegrói állam a történelmi, jogi és kulturális örököse Duklje államának”. A montenegrói irodalomtörténész Slobodan Kalezić szerint montenegrói nemzeti kultúra, ezen belül a montenegrói irodalom alapja, hogy Duklja örököse.

## Fekvése
A középkori Duklja északon Risantól a Piva forrásáig Travuniával, északkeleten Raškával, a Lim forrásától a Prokletijén keresztül a Bojana torkolatáig pedig Bizánccal volt határos.

## Története

### Duklja történetének kezdetei
A dukljai pap krónikája szerint, mely Barban kelt a 12. században a 753-as duvanji szábor területfelosztása szerint Duklja területe a 8. század második felétől Vörös Horvátországhoz tartozott, bár ezt sem bizánci, sem egyéb történeti forrás nem erősíti meg.
A 9. század folyamán Bizánc az egykori római Prevalitana és Új-Epirusz tartományok területének nagy részét Drač székhellyel egy különleges státuszú területben egyesítette. Bíborbanszületett Konstantin szerint azonban Duklja területe akkoriban kívül esett a bizánci fennhatóság alatt álló területeken. Szerint ez a szlávok lakta terület a tengerparti városok, Bar és Ulcinj kivételével egy szláv arkhón uralma alatt állt. A „De ceremoniis aulae byzantinae” című forrás szerint Duklja hercege az idegen uralkodók közé tartozott. Duklja első ismert uralkodója Péter arkhón volt , de nem határozható meg pontosan, hogy melyik időszakban, mivel csak a pecsétje maradt fenn, melyet Berlinben őriznek. A hagyomány szerint azonos a Dukljanin pap krónikájából ismert Perislavval, aki Szent Vlagyimir apja volt.
Szent Vlagyimir Duklja hercege és első szentje volt. A dukljai egyházban Vlagyimir boldogként (beatus, a szentség első foka) szerepel, míg A dukljai pap krónikája háromszor is szentként (sanctus) említi. A jelek szerint a Konstantinápolyi Patriarchátus 1019-ben az akkor egyesült egyház szentjévé avatta. A montenegrói történetírás feltételezi, hogy Vlagyimir 970 körül született. A 10. század legvégén Duklja a Kotori-öböltől a Bojana folyóig húzódott. Vlagyimir uralta Duklja szomszédos területeit is, de sikertelenül próbált megegyezni Bizánccal Sámuel bolgár cár ellen. Ez kiváltotta Sámuel haragját, ezért 997-ben sereget küldött Dukljára. A csata a Bojana folyónál zajlott, ahol Duklja serege vereséget szenvedett. Vladimirt elfogták, és Samuel udvarába, Prespába vitték. Sámuel lánya, a gyönyörű Kosara hercegnő, aki beleszeretett Duklja hercegébe, apjához fordult kegyelemért. Ezután Sámuel beleegyezésével Vladimir és Kosara hamarosan összeházasodtak. Vlagyimir visszatért Dukljába, és Sámuel vazallusa lett. Sámuel 1014-es halála után az új uralkodó, Vladislav úgy döntött, hogy elmozdítja Vlagyimirt. Meghívta Prespába, de megszegve ígéretét, hogy bántódása nem esik 1016. május 22-én lefejeztette.

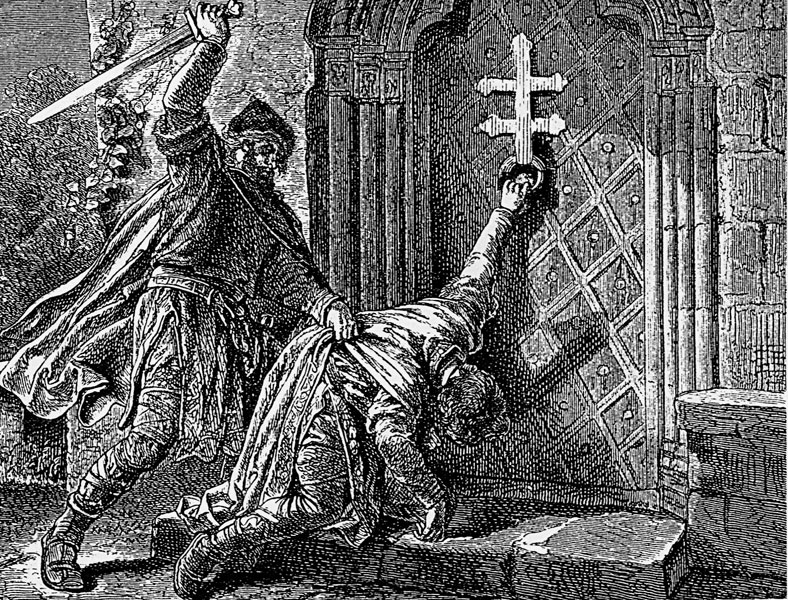
Szent Vlagyimir lefejezése

Vlagyimirt a dukljai trónon Vojislav, a Vojislavljević-dinasztia alapítója követte. Vladimir Vojislav nagybátyja vagy unokatestvére volt. Vojislav, Duklja fejedelme, miután 1042-ben a bari csatában legyőzte a bizánciakat, valamint raskai, bosnyák és humi vazallusaikat, kivívta Duklja függetlenségét.

### A Dukljai Királyság kora
Vojislav herceg fia, Mihajlo legkésőbb 1078-ban lett Duklja uralkodója. Mihajlo utóda, fia, Bodin király szintén nagy részét uralta Raska, Albánia és Raguza környékének. Bodin 1072-ben még fiatalon bátyjával, Vlagyimirral együtt legyőzte a szerbeket és elfoglalta Raskát, majd apja parancsára segítette a bolgár felkelőket a bizánci hadsereg ellen. Elérték Ništ, a Duna-vidéket és Koszovót. Prizrenben vagy Pristinában a felkelők Bodint bolgár cárrá koronázták, de végül a bizánciak elfogták és Antiókhiába vitték, ahonnan 1078-ban sikerült megszöknie.

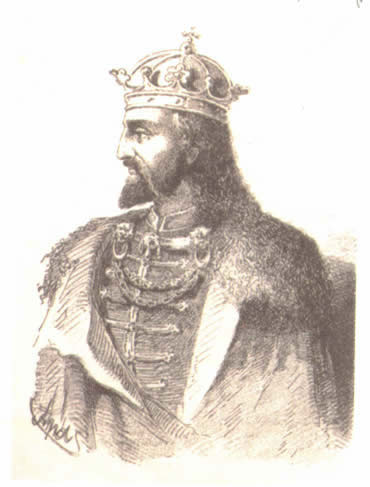
Bodin, Duklja királya

1082-ben meghalt apja Mihailo király, és a trónon Bodin követte őt. 1083-ban és 1084-ben Bodin újabb támadásokat indított Raska ellen, és ismét meghódította a szerbeket. Ezután délen, Albániában folytatta a hódítást, ahol 1085-ben elvette Durrest a bizánciakkal hadban álló normannoktól, de hamarosan átadta a bizánciaknak. Zvonimir király halála (1089) után a horvátországi polgárháborút felhasználta Vrhbosna elfoglalására. Bodin uralkodása alatt bocsátották ki Rómában 1089. január 8-án azt a bullát, amely megerősítette a dukljai egyház fejének érseki rangját. 1096 és 1097 között a keresztes hadak, akiket Bodin a fővárosában, Shkodrában fogadott, békében haladtak át a Dukljai Királyságon.
Bodin nagybátyja, Branislav és fiai, Predihna, Petrislav, Dragilo, Tvrdislav, Grubeša és Gradihna puccsot szerveztek hatalma megdöntésére. Branislavot Bodin elfogatta és börtönbe záratta, míg fiainak sikerült Raguzába menekülni. Bodin ezért fegyveres támadást indított Raguza ellen, melyben bosnyák vazallusa Stipan segítette. Duklja serege ostrom alá vette a várost, és végül 1104-ben sikerült is elfoglalniuk. Bodin rokonait kiűzték a városból, így megszűnt az ellenségeskedés. Bodin 1108-ban meghalt, és ezután a Duklja Királyság hatalma hanyatlásnak indult.
Bodint Dobroslav, Bodin féltestvére követte. A nép akaratából választották királlyá, de hamarosan Vukan raskai zsupán összeesküvésének áldozata lett, aki bebörtönözte. Mikor pedig elengedte, a Duklja trónján ülő utódja, Vlagyimir király megvakíttatta. Duklja új királya, Vlagyimir, Mihailo unokája együttműködött Vukan zsupánnal, és Raska érdekeinek képviselője volt Dukljában. Erről a Dukljai pap krónikája is beszámol. 1113-ban Bodin felesége, Jaquinta királynő parancsára megmérgezték.
Bodin fia, Đorđe király kétszer is uralkodott, először 1113-tól 1118-ig, majd 1125-től 1131-ig. Fő riválisa Grubeša volt, aki megdöntötte Đorđét és 1118-tól 1125-ig uralkodott Duklján. Đorđe Raskába menekült, szövetséget kötött a szerbekkel, megtámadta Grubišát és egy Bar melletti csatában megölte. Bizánc kihasználta a belső harcokat, így 1131-ben a szerbek segítségével (akik most vazallusaiként léptek fel Đorđe király ellen) katonai támadást intéztek Duklja ellen, melynek során elfoglalták a fővárost, Shkodrát, Đorđét elfogták és Konstantinápolyba vitték, ahol meghalt.
Đorđe megbuktatása után az 1125-ben meggyilkolt és bizánci vazallussá kinevezett Grubeša testvére, Gradihna lett Duklja új királya. A dukljai pap krónikája beszámol arról, hogy a Đorđe királlyal való háborúkban sokan menekültek el az országból, de Gradihna szelíd és irgalmas volt. A krónika azt is leírja, hogy Gradinja király uralkodásának napjaiban sok megtévesztést és igazságtalanságot szenvedett el a gonosz emberektől, de Isten mindentől megvédte. Végül 1142-ben halt meg.

### Duklja hanyatlása
Fia Radoslav apjától, Gradihna királytól örökölte a trónt. Ellentétben vele és az összes többi, Vojislavljević házi uralkodóval, Radoslav már nem viselte a királyi címet, ami egyértelműen a királyság hatalmának széteséséről tanúskodik. I. Mánuel bizánci császár beleegyezésével nevezték ki a trónra. Testvéreivel, Jovannal és Vlagyimirral együtt Radoslav megpróbált fegyveres ellenállást szervezni a szerb támadásokkal szemben. Primislav (1145-1162) és fia, Desa zsupán (1162-1165) uralkodása idején a szerbek már megfogalmazták terveiket a Dukljai Királyság lerombolására. Fia és örököse, III. Mihály herceg, aki 1163 és 1186 között uralkodott, a Nemanja István szerb fejedelem vezette szerb invázió előtt Bizáncban próbált támaszt találni. 1186 és 1189 között ez valamennyire sikerült is neki, de abban az évben Nemanja teljesen meghódította Duklja államát. Mihály sorsáról nincsenek megbízható adatok – nem tudni, hogy a szerb rajtaütésben halt-e meg, esetleg sikerült elmenekülnie, vagy már korábban meghalt.